# 上顎中切歯
上顎中切歯（じょうがくちゅうせっし、英語: maxillary central incisor）は上顎歯列で正中線の両側に並ぶ歯のこと。正中から一番目にあることから上顎1番、上1(番)とも言い、左側の歯を大黒歯、右側の歯を恵比寿歯とも言う。切歯の中で最も大きい。
近心側隣接歯：反対側の上顎中切歯
遠心側隣接歯：上顎側切歯
対合歯：下顎中切歯と下顎側切歯
歯冠が完成するのは四～五歳時で、七～八歳で萌出、歯根完成は九～十歳の時である。ほぼ左右対称な歯である。

## 歯冠

### 唇側面

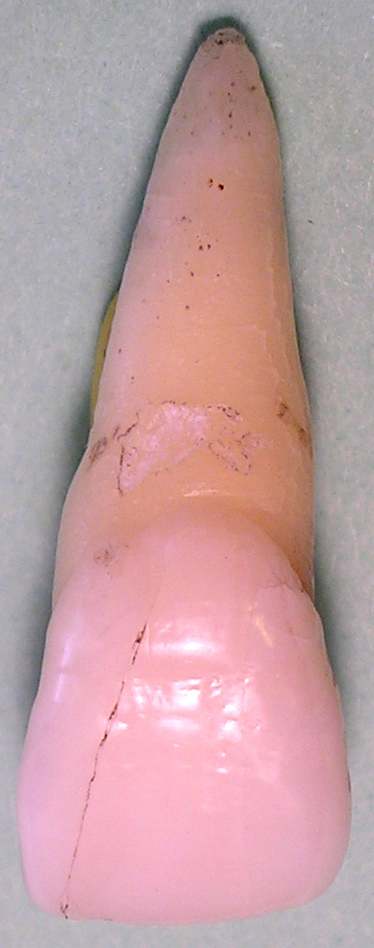
唇側面

外形はU字型で、切縁部と歯頸部を比較すると歯頸部の方がわずかに狭い。隅角徴は確認できる。切縁から歯頸部に向けて歯冠部の2/3程度を近心唇側面溝と遠心唇側面溝という浅い二つの溝が走り、これで三分された部位には、近心唇側面隆線、中央唇側面隆線、遠心唇側面隆線が起こる。

### 舌側面

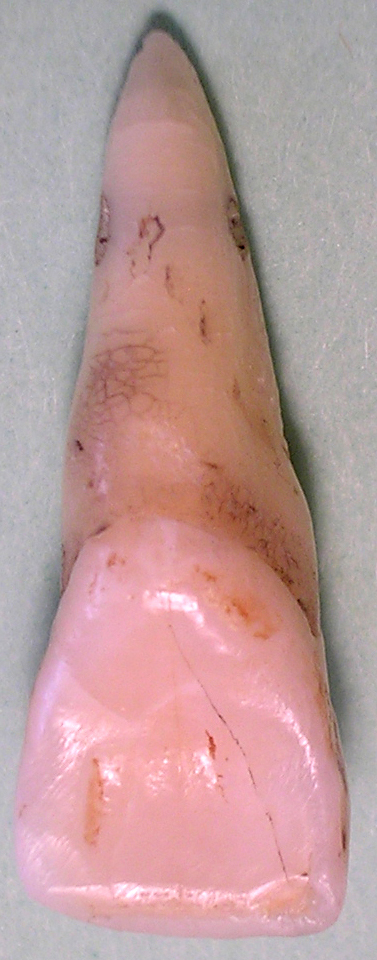
舌側面

舌側面の外形は唇側面より歯頸部で狭まっているため、三角形またはV字型である。切縁2/3で凹面であり、周縁の隆起部を、近心側を近心辺縁隆線、遠心側を遠心辺縁隆線といい、中央の陥没部を舌側面窩という。黄色人種はシャベル型切歯が多い。舌側面窩にも唇側面と同様に、近心舌側面溝と遠心舌側面溝があり、この二つの溝により三つに分けられた近心舌側面隆線、中央舌側面隆線、遠心舌側面隆線が確認できることがある。しかしこれらは唇側側に比べると発育が悪い。両辺縁隆線は歯頸部で合流し、基底結節となる。基底結節から切縁に向け、数本の棘突起が見える。盲孔は上顎側切歯と比べ少ないが、存在することもある。また、まれに切歯結節が見られることもある。

### 隣接面

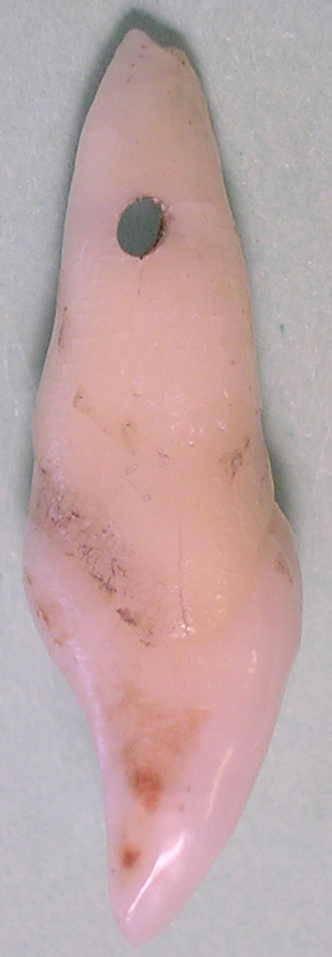
近心面

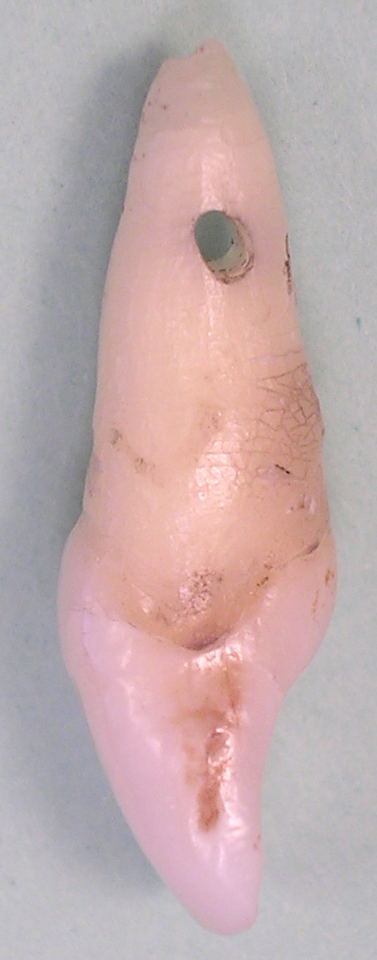
遠心面

隣接面の外形は二等辺三角形で、近心面の方が遠心面よりも広い(歯面徴)。隣接歯との接触点は切縁近くの中央部。近心面・遠心面共にわずかに膨らんでいるが、遠心面の方が膨らみが強い。

### 切縁
切縁は近心側がわずかに高い。最大豊隆部は近心よりで彎曲徴が確認できる。

## 歯根
単根歯であり、円錐形と三角錐の中間。唇側面、近心舌側面、遠心舌側面が確認できる。歯根徴が確認できない場合もある。

## 歯髄腔
歯髄腔は歯の外形と類似した形態を取るが、第二象牙質の形成のため、年を取るにつれ縮小する。根管は円形に近い。単純根管が多く、側枝や分岐根管になることは少ない。